# Adelardo (figlio di Gisla)
Adelardo (836 circa – dopo il 1º luglio 874) è stato un principe discendente dalla casa reale carolingia, abate di San Quintino.

## Origine
Secondo l'Historia Ecclesiæ Cisoniensis era figlio del marchese del Friuli, Eberardo e di Gisla o Gisella, la figlia più giovane dell'Imperatore d'Occidente (814-840) Ludovico I il Pio e della sua seconda moglie Giuditta dei Welf (Guelfi), figlia di Guelfo I (?-820), conte di Altdorf e di Edvige di Sassonia. Sua madre Gisla era la sorella del re dei Franchi occidentali e futuro Imperatore, Carlo il Calvo.

## Biografia
Adelardo da giovane divenne abate di Cysoing (abbazia di Sainte-Calixte, fatta costruire da suo padre, Eberardo) e dopo divenne abate di San Quintino.
Adelardo (Tertius Adalardus), sempre secondo l'Historia Ecclesiæ Cisoniensis fu nominato nel testamento del padre, Eberardo, morto nel dicembre 866, che gli conferì dei lasciti nella zona di Cysoing.
Sua madre, Gisla, gli garantì alcune rendite, secondo un documento del 14 aprile 869, in cui fa riferimento al fratello, Carlo il Calvo, all'amato marito, Eberardo ed ai tre figli, Rodolfo, Berengario ed Adelardo.
Nell'874, sua madre, Gisla, fece due donazioni all'abbazia di Cysoing, una, in memoria del padre, Ludovico il Pio e della madre, Giuditta di Baviera, in cui cita anche il fratello, il re, Carlo il Calvo, ed i figli, Hingeltrude, Hunroc, Berengario, Adelardo, Rodolfo, Helwich, Gisla e Giuditta ed una seconda, il 1º luglio 874, nel trentacinquesimo di regno del fratello, Carlo il Calvo, dove cita i figli Hunroc, Adelardo e Rodolfo,
Di Adelardo non si hanno altre notizie, dopo quest'ultima donazione, per cui non si conosce la data esatta della morte.

## Matrimonio e discendenza
Adelardo avrebbe avuto una moglie, Swanaburc, che gli diede tre figli:
- Eberardo (865-888)
- Unroch (867-920)
- Berengario (869-888)

## Ascendenza
|                       |             |                   | Genitori            |  |  | Nonni |  |  | Bisnonni |  |  | Trisnonni |  |
|                       |             |                   |                     |  |  |       |  |  | …        |  |  | …         |  |
|                       |             |                   |                     |  |  |       |  |  | …        |  |  | …         |  |
|                       |             | …                 |                     |  |  |       |  |  | …        |  |  |           |  |
| Unruoch II del Friuli |             |                   |                     |  |  |       |  |  | …        |  |  |           |  |
|                       |             | …                 | …                   |  |  |       |  |  |          |  |  |           |  |
|                       |             | …                 | …                   |  |  |       |  |  |          |  |  |           |  |
|                       |             | …                 | …                   |  |  |       |  |  |          |  |  |           |  |
| Eberardo del Friuli   |             | …                 |                     |  |  |       |  |  |          |  |  |           |  |
|                       |             | Begone di Tolosa  | Gerardo I di Parigi |  |  |       |  |  |          |  |  |           |  |
|                       |             | Begone di Tolosa  | Gerardo I di Parigi |  |  |       |  |  |          |  |  |           |  |
|                       |             | Begone di Tolosa  | Rotrude             |  |  |       |  |  |          |  |  |           |  |
| Engeltrude di Tolosa  |             | Begone di Tolosa  |                     |  |  |       |  |  |          |  |  |           |  |
|                       |             | Alpais            | …                   |  |  |       |  |  |          |  |  |           |  |
|                       |             | Alpais            | …                   |  |  |       |  |  |          |  |  |           |  |
|                       |             | Alpais            | …                   |  |  |       |  |  |          |  |  |           |  |
| Adelardo del Friuli   |             | Alpais            |                     |  |  |       |  |  |          |  |  |           |  |
|                       | Carlo Magno | Pipino il Breve   |                     |  |  |       |  |  |          |  |  |           |  |
|                       | Carlo Magno | Pipino il Breve   |                     |  |  |       |  |  |          |  |  |           |  |
|                       | Carlo Magno | Bertrada di Laon  |                     |  |  |       |  |  |          |  |  |           |  |
| Ludovico il Pio       | Carlo Magno |                   |                     |  |  |       |  |  |          |  |  |           |  |
|                       |             | Ildegarda         | Geroldo di Vintzgau |  |  |       |  |  |          |  |  |           |  |
|                       |             | Ildegarda         | Geroldo di Vintzgau |  |  |       |  |  |          |  |  |           |  |
|                       |             | Ildegarda         | Emma d'Alemannia    |  |  |       |  |  |          |  |  |           |  |
| Gisella               |             | Ildegarda         |                     |  |  |       |  |  |          |  |  |           |  |
|                       |             | Guelfo I          | Ruthard             |  |  |       |  |  |          |  |  |           |  |
|                       |             | Guelfo I          | Ruthard             |  |  |       |  |  |          |  |  |           |  |
|                       |             | Guelfo I          | …                   |  |  |       |  |  |          |  |  |           |  |
| Giuditta di Baviera   |             | Guelfo I          |                     |  |  |       |  |  |          |  |  |           |  |
|                       |             | Edvige di Baviera | Isanbard            |  |  |       |  |  |          |  |  |           |  |
|                       |             | Edvige di Baviera | Isanbard            |  |  |       |  |  |          |  |  |           |  |
|                       |             | Edvige di Baviera | Thiedrada           |  |  |       |  |  |          |  |  |           |  |
|                       |             | Edvige di Baviera |                     |  |  |       |  |  |          |  |  |           |  |

### Fonti primarie
- (LA) Monumenta Germaniae Historica, Scriptores, tomus II. URL consultato il 1º marzo 2020 (archiviato dall'url originale il 5 agosto 2016)..
- (LA) Spicilegium sive Collectum Veterum Aliquot Scriptorum Tomus II..

### Letteratura storiografica
- Christian Pfister, La Gallia sotto i Franchi merovingi. Vicende storiche, in Storia del mondo medievale, Cambridge, Cambridge University Press, 1999,  pp. 688-711.
- Gerhard Seeliger, Conquiste e incoronazione a imperatore di Carlomagno, in Storia del mondo medievale, Cambridge, Cambridge University Press, 1999,  pp. 358-396.